# Circopetes obtusata
Espèce
Synonymes
- Arhodia modesta Warren, 1904[1]
- Monoctenia himeroides Walker, 1860[1]
- Monoctenia obtusata Walker, 1860[1]

Circopetes obtusata est une espèce de lépidoptères (papillons) de la famille des Geometridae vivant en Australie.

## Description
Circopetes obtusata a une envergure de 60 mm. Sa larve se nourrit sur Eucalyptus nicholii.

## Galerie

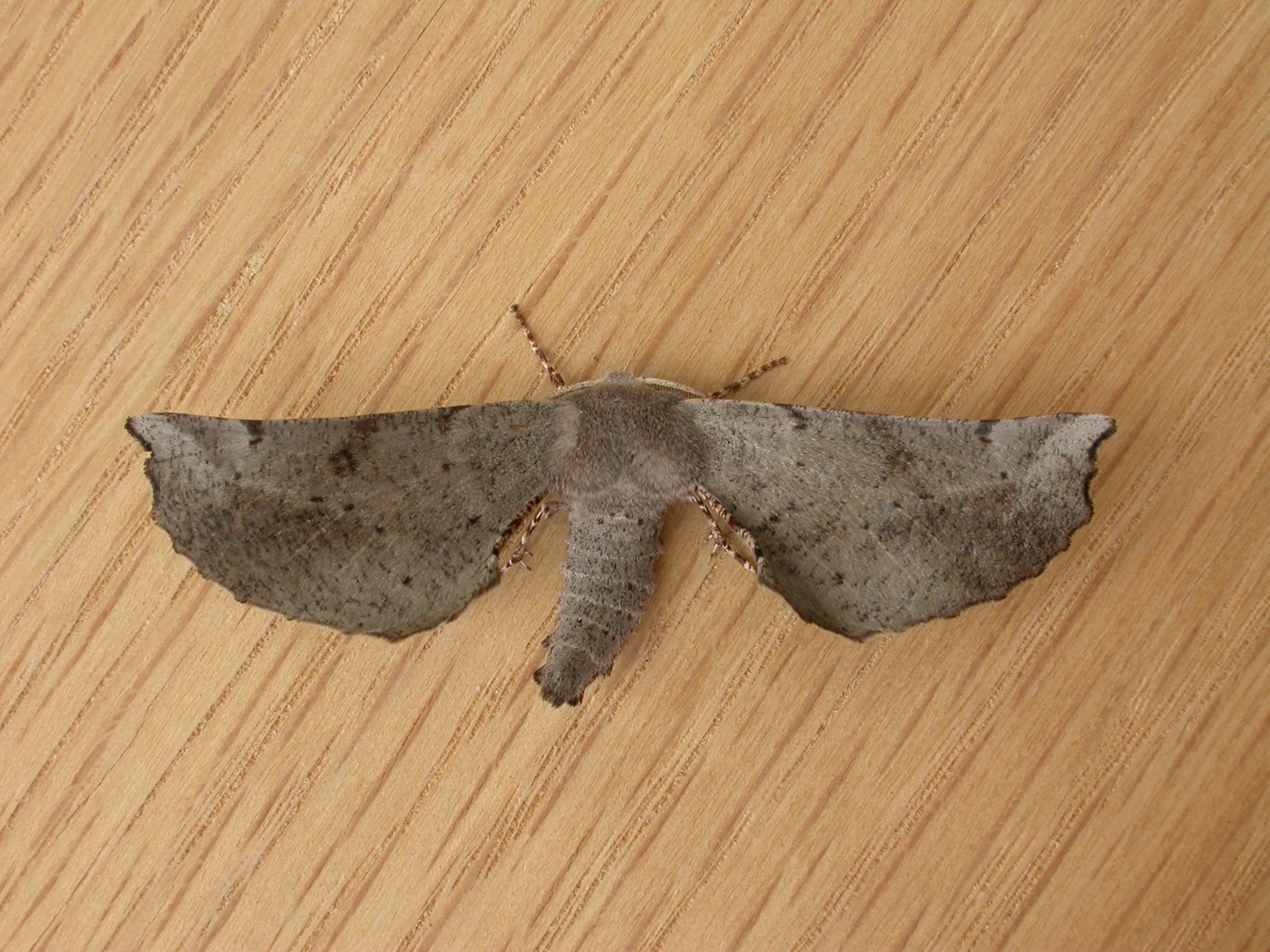